# HD 222399
Désignations
HD 222399 est une étoile double située dans la constellation d'Andromède. L'étoile primaire de magnitude 6,57 est une étoile sous-géante de type F avec un type spectral de type F2IV. Elle a un compagnon de magnitude 10,57 à une séparation angulaire de 14,7" le long d'un angle de position de 162° (à partir de 2002).